# Haplopelma
Haplopelma is een geslacht van spinnen uit de familie vogelspinnen (Theraphosidae). Recent is het geslacht gefuseerd met Cyriopagopus. Dit geslacht treft men voornamelijk aan in landen in Zuidoost-Azië, waaronder Myanmar, het zuidoosten van China, Cambodja, Thailand, Vietnam, Maleisië, Singapore en op Borneo. Deze bodembewonende vogelspinnen leven op of in de bosbodem, in zelf gegraven holen of in verlaten muizengangen langs wegen, bosranden en plantages. De meeste van de 13 soorten zijn vrij groot (met een lichaamslengte tot 13 cm) en kunnen vrij oud worden.

## Soorten
De volgende soorten zijn bij het geslacht ingedeeld:
- Haplopelma albostriatum (Simon, 1886)
- Haplopelma doriae (Thorell, 1890)
- Haplopelma hainanum (Liang et al., 1999)
- Haplopelma lividum Smith, 1996
- Haplopelma longipes von Wirth & Striffler, 2005
- Haplopelma minax (Thorell, 1897)
- Haplopelma robustum Strand, 1907
- Haplopelma salangense (Strand, 1907)
- Haplopelma schmidti von Wirth, 1991
- Haplopelma vonwirthi Schmidt, 2005